# SN 2006ks
SN 2006ks – supernowa typu Ia odkryta 11 października 2006 roku w galaktyce A223004+0000. W momencie odkrycia miała maksymalną jasność 22,80m.